# Arturo Sánchez
Arturo Sánchez fue un eximio actor argentino de cine y teatro.

## Carrera
Sánchez pertenecía a una importante familia artística de aquellos tiempos , era pariente de las actrices Concha Sánchez, Elena Sánchez, Lelia Sánchez y Mercedes Sánchez. 
Fue un gran actor que se lució con papeles románticos y dramáticos durante varios films de la época dorada cinematográfica, principalmente durante las décadas del '30 y el '40, como "parteneire" de figuras de renombre como Manolita Poli y Lea Conti.
Trabajó con figuras como Antonio Podestá, Herminia Franco, Jorge Aldao, Aparicio Podestá, Lilian Olivilla, Domingo Conte, Lia Balvi, Yaya Palau, Elvita Solán. Sánchez fue un artista exclusivo del gran director Julio Irigoyen, con el cual hizo varias de sus películas.
En el teatro se desempeñó en México  en una compañía dramática junto a artistas de la talla de Paquita Rodríguez, Conchita Mijares y las Castro Pérez. Una de las obras más conocidas que hizo fue Flor de un día .

### Filmografía
- 1924: Los misterios del turf argentino
- 1938: Sierra Chica
- 1938: Plegaria gaucha
- 1939: La modelo de la calle Florida
- 1939: La cieguita de la avenida Alvear
- 1939: La hija del viejito guardafaro
- 1939: Sombras de Buenos Aires
- 1940: El cantor de Buenos Aires
- 1940: Su nombre es mujer
- 1941: La mujer del zapatero[3]